# Šikocu
Šikocu je masivní (15×13 km široká) kaldera, nacházející se v jihovýchodní části ostrova Hokkaidó. Vznikla asi před 34 000 až 31 000 lety jako následek pravděpodobně největší erupce na ostrově. Na jejích okrajích se nacházejí mladší stratovulkány (Eniwa, Fuppušidake, Kitajama, Tarumai), z nich nejaktivnější je Tarumai (1 038 m) na jihovýchodním okraji.